# Landsjaftnyj Zakaznik Golubyje Oziora
Landsjaftnyj Zakaznik Golubyje Oziora (ryska: Ландшафтный Заказник Голубые Озёра) är ett naturreservat i Belarus.   Det ligger i voblasten Minsks voblast, i den norra delen av landet, 140 km nordväst om huvudstaden Minsk.
Omgivningarna runt Landsjaftnyj Zakaznik Golubyje Oziora är en mosaik av jordbruksmark och naturlig växtlighet. Runt Landsjaftnyj Zakaznik Golubyje Oziora är det glesbefolkat, med 19 invånare per kvadratkilometer.